# Бенхамин Кремаски
Бенхамин Кремаски (енгл. Benjamin Cremaschi; Мајами, 2. март 2005) је амерички фудбалер који тренутно наступа за Интер из Мајамија. Игра на позицији везног играча.
Кремаски је пореклом из Мендозе у Аргентини, одакле се његова породица доселила у Мајами. Син је Пабла Кремаскија, бившег рагбисте, који је наступао за Аргентину у периоду између 1992. и 1995. године. Двојица од његове тројице браће су рођена у Аргентини. Бенхаминов матерњи језик је шпански.

## Успеси
Интер Мајами
- Куп САД: (финале: 2023)[7]
- Куп лига  (1) : 2023.[8]